# Ruprecht von Pfalz-Simmern (1420–1478)
Ruprecht von Pfalz-Simmern (* 1420; † 17. Oktober 1478 in Zabern) war von 1440 bis 1478 Bischof von Straßburg.

## Herkunft und Familie
Ruprecht wurde 1420 geboren, als Enkel des deutschen Königs Ruprecht I. und war der zweite Sohn des Stefan von Pfalz-Simmern sowie dessen Gattin Anna von Veldenz.
Gründer der Linie Simmern-Zweibrücken war Pfalzgraf Stefan. Er wurde um 1385 als dritter Sohn König Ruprechts geboren. Er heiratete 1410 Anna von Veldenz, die Erbtochter der gleichnamigen Grafschaft (und der Hälfte der Grafschaft Sponheim). Bereits bei der Heirat war klar, dass diese Erbschaft beim Tod des letzten Grafen von Veldenz an Stefan (bzw. seine Kinder) fallen würde. Seine Söhne Friedrich und Ludwig teilten 1459 die väterlichen Besitzungen wiederum auf. Ludwig erhielt das Herzogtum Zweibrücken und das veldenzische Erbe und gründete die Linie Pfalz-Zweibrücken. Friedrich I. erhielt das Fürstentum Simmern und den Anteil der Grafschaft Sponheim aus dem Veldenzer Erbe, die er bereits seit 1444, nach dem Tod des letzten Veldenzers, von Kastellaun aus regierte. Er ist somit eigentlicher Begründer der Linie Pfalz-Simmern.

## Leben und Wirken
1432 bis 1436 erscheint er als Kanoniker im Bistum Trier, 1436 in Mainz. Von 1436 bis 1438 war er Propst des Stifts St. Guido in Speyer, 1437 bekam er eine Domherrenpräbende in Köln. 
Er studierte 1438/39 in Heidelberg und wurde 1440 Dompropst in Straßburg. Der 1439 zum Bischof von Straßburg gewählte Konrad von Bussnang ernannte ihn zum Koadjutor und trat 1440 gegen eine lebenslange Rente zurück. Felix V. stimmte Ruprechts Ernennung zum Bischof von Straßburg zu, diese Entscheidung wurde von Papst Eugen IV. bestätigt. In seine Bischofsstadt konnte Ruprecht erst 1449 einziehen. Er lehnte sich politisch an die Kurpfalz an und schloss einen Bündnisvertrag mit Kurfürst Friedrich I. Die Reform des Klerus der Diözese war nur teilweise erfolgreich. Ruprecht modernisierte das Hochstift im Sinne eines weltlichen Territorialstaates, jedoch stießen seine hohen Steuerforderungen auf Widerstände.